# 蘇遙
蘇遙（1921年12月20日—1980年7月21日），雲林縣元長鄉人，臺灣國小校長、一貫道人物。

## 生平
蘇遙1921年出生於雲林元長，父蘇老㰏、母李悅，家族排行第一，有弟啓章、竹枝、樹林、樹旺四人和一妹名棟，世代務農。其於18歲完成高等教育後，適機參與日語傳習所師資招考錄為講師，初赴口湖庄椬梧過港日語傳習所傳習日語，後參加日制國教訓導檢定考試錄為乙種訓導，任教於元長國校。其為業餘的南管演奏者，於擔任級任導師期間曾利用課餘時間教導學生演奏大廣弦，在暑假期間曾帶領幾位表現不錯的學生前往鄉間各村庄的廟會演出，栽培出知名國寶戲班樂師、民權歌劇團創辦人林竹岸。1939年由教員升任教導主任，1950年8月調任為山內國小校長。1954年復任元長國小教導主任，1962年升任該校校長。1971年7月退休。1972年4月，於林內鄉武聖宮經一貫道點傳師李金樹父子引保求道，正式皈依。1975年，參與元長武聖宮的興建工作。1980年7月病逝。